# مرصد روفن رماتي للتصوير الطيفي الشمسي عالي الطاقة
كان مرصد روفن رماتي للتصوير الطيفي الشمسي عالي الطاقة (آر إتش إي إس إس آي، المعروفة في البداية باسم المصور الطيفي الشمسي عالي الطاقة أو إتش إي إس إس آي) مرصداً للانفجارات الشمسية تابعاً لناسا. كان هذا المرصد يُمثل المهمة السادسة في برنامج المُستكشف الصغير، الذي اختير في أكتوبر 1997، وأُطلق في 5 فبراير 2002. كانت مهمته الأساسية هي استكشاف فيزياء تسارع الجسيمات والطاقة الصادرة عن الانفجارات الشمسية.
تم تغيير اسم (إتش إي إس إس آي) إلى (آر إتش إي إس إس آي) في 29 مارس 2002 لتكريم روفن رماتي، أحد روّاد الفيزياء الشمسية عالية الطاقة. كانت مهمة آر إتش إي إس إس آي أول مهمةٍ فضائية سُميت على اسم عالمٍ في وكالة ناسا. بُني المرصد من قِبل شركة سبيكترم إسترو لصالح مركز غودارد لرحلات الفضاء، وكان يديره مختبر علوم الفضاء في بيركلي بولاية كاليفورنيا. كان روبرت لين هو الباحث الرئيسي للمهمة من 2002 إلى 2012، حتى خَلفه سام كروكر.
بعد حدوث صعوباتٍ في الاتصال مع المرصد، توقفت عملياته العلمية في 11 أبريل 2018 الساعة 01:50 بالتوقيت العالمي المنسق. استُغني عن آر إتش إي إس إس آي في 16 أغسطس 2018، ولا يزال في مدارٍ مستقرٍ منخفض حول الأرض. ومع ذلك، نظراً لافتقاره لوسيلة دفعٍ خاصةٍ به، ستقوم مقاومة الغلاف الجوي بسحبه في النهاية إلى داخل الغلاف الجوي، وهو ما قد يحدث بحلول عام 2022 على أقل تقدير.

## مفهوم المهمة
صُمم آر إتش إي إس إس آي لتصوير الانفجارات الشمسية من خلال رصد الفوتونات عالية الطاقة من الأشعة السينية الضعيفة (3 كيلو إلكترون فولت تقريباً) إلى أشعة غاما (ما يصل إلى 20 مليون إلكترون فولت تقريباً) ولتوفير تحليلٍ طيفي عالي الدقة يشمل طاقات أشعة غاما تبلغ حتى 20 مليون إلكترون فولت تقريباً. بالإضافة لذلك، كان المرصد قادراً على أداء تحليلٍ طيفيٍّ مكاني بدقة عالية.

## الأهداف العلمية
يعتقد الباحثون أنّ الكثير من الطاقة المُنبعثة خلال الانفجارات الشمسية تُساهم في تسريع الإلكترونات إلى طاقةٍ عاليةٍ للغاية (التي تبعث الأشعة السينية بشكلٍ أساسي) والبروتونات والأيونات الأخرى (التي تبعث أشعة غاما بشكلٍ أساسي). كان النهج الجديد لمهمة آر إتش إي إس إس آي هو الجمع، لأول مرةٍ، بين التصوير عالي الدقة للأشعة السينية القوية وأشعة غاما مع التحليل الطيفي عالي الدقة، إذ يمكن الحصول على طيف مُفصلٍ للطاقة في كل نقطةٍ من الصورة.
مكّن هذا النهج الجديد الباحثين من معرفة مكان تتسارع هذه الجسيمات وإلى أيّ طاقة يمكن أن تتسارع. سوف تُعزز هذه المعلومات فهمنا للعمليات الأساسية المسؤولة عن الانفجارات الشمسية.
كان الهدف العلمي الأساسي لمرصد آر إتش إي إس إس آي هو فهم العمليات التالية التي تحدث في البلازما المُمغنطة للغلاف الجوي الشمسي أثناء الانفجارات الشمسية:
- إطلاق الطاقة الاندفاعية.
- تسارع الجسيمات.
- انتقال الجسيمات والطاقة.

تلعب هذه العمليات عالية الطاقة دوراً رئيسياً في عدة مواقع في جميع أنحاء الكون بدءًا من الأغلفة المغناطيسية حتى المجرات النشطة. وبالتالي، تتجاوز أهمية فهم هذه العمليات مجال الفيزياء الشمسية؛ ففهمها يُمثل أحد الأهداف الرئيسية لفيزياء الفضاء والفيزياء الفلكية.
تشمل عمليات الطاقة العالية التي يهتم بها العلماء ما يلي:
- الإطلاق السريع للطاقة المُخزنة في التكوينات المغناطيسية غير المستقرة.
- التحويل السريع لهذه الطاقة إلى طاقة حركية تحملها البلازما الساخنة والجسيمات المُتسارعة (الإلكترونات والبروتونات والأيونات في المقام الأول).
- انتقال هذه الجسيمات عبر الغلاف الجوي الشمسي والفضاء بين الكوكبي.
- التسخين اللاحق للغلاف الجوي الشمسي المحيط.

تتضمن هذه العمليات ما يلي:
- طاقة جسيمية تعادل مليارات الإلكترون فولت.
- درجات حرارة تصل إلى عشرات أو حتى مئات ملايين الدرجات.
- كثافات منخفضة حتى 100 مليون جسيم لكل سنتيمتر مربع.
- مقاييس مكانية تصل إلى عشرات الآلاف من الكيلومترات.
- أوقات احتواء مغناطيسية تمتد من ثواني إلى ساعات.

من المستحيل مُحاكاة هذه الظروف في المختبرات على الأرض.
يظهر تسارع الإلكترونات من خلال انبعاث أشعة سينية وأشعة غاما انكباحية قوية في حين يظهر تسارع البروتونات والأيونات في خطوط أشعة غاما المُنفصلة والمُتصلة. لا يعني قُرب الشمس أنّ هذه الانبعاثات عالية الطاقة هي أكثف بعدّة قيمٍ أسية من أيّ مصدر كوني آخر فحسب، بل ويمكن أيضاً تحليلها بشكلٍ أفضل، من الناحية المكانية والزمانية.

## التصوير

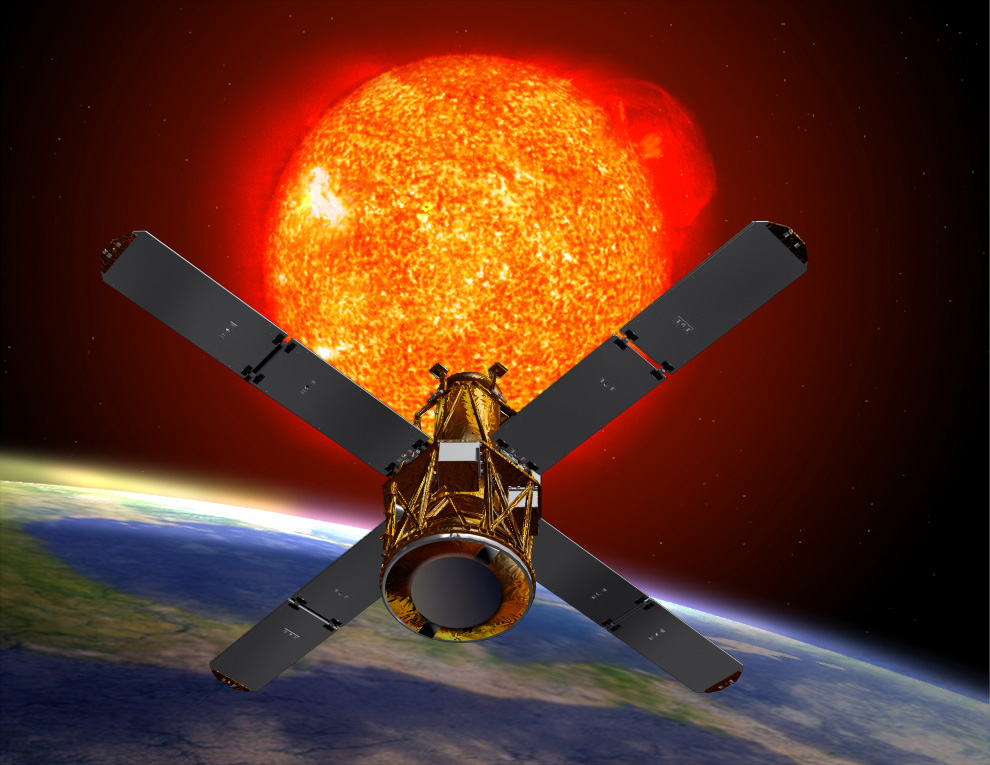
مرصد روفن رماتي للتصوير الطيفي الشمسي عالي الطاقة يرصد الشمس

نظراً إلى أنّ الأشعة السينية لا تنعكس أو تنكسر بسهولة، يُعد التصوير بالأشعة السينية أمرًا صعبًا. أحد الحلول لهذه المشكلة هو حجب الأشعة السينية بشكلٍ انتقائي. إذا حُجبت الأشعة السينية وفقاً لاتجاه الفوتونات الواردة، فمن الممكن إعداد صورةٍ من ذلك. استندت قدرة التصوير الخاصة بمرصد آر إتش إي إس إس آي إلى تقنية تحويل فورييه باستخدام مجموعةٍ من 9 موازنات تعديل دورانية (آر إم سي) بدلاً من المرايا والعدسات. يتألف كل جهاز آر إم سي من مجموعتين من الشبكات الخطية الدقيقة والمتباعدة على نحوٍ واسع. أثناء دوران المركبة الفضائية، تقوم هذه الشبكات بحجب وإلغاء حجب الأشعة السينية القادمة من الشمس مُعدلةّ بذلك إشارة الفوتونات في الوقت المناسب. يمكن قياس التعديل باستخدام كاشفٍ لا يتمتع بأيّ دقةٍ مكانية موضوعٍ خلف آر إم سي بما أنّه جرى بالفعل تخزين المعلومات المكانية في المجال الزمني. وفّر نمط التعديل على مدى نصف دورةٍ لجهاز آر إم سي واحد السعة والطور للعديد من مكونات فورييه المكانية على مدى كاملٍ من الاتجاهات الزاويّة ولكن لمجموعةٍ صغيرةٍ من أبعاد المصدر المكاني. وفّرت أجهزة آر إم سي المتعددة -كلٌ منها بعرض شقٍ مختلف- تغطيةً على مجموعةٍ كاملةٍ من أحجام مصادر الانفجارات الشمسية. ثم جرى إعداد الصور من مجموعة مكونات فورييه المُقاسة في تشابهٍ رياضيٍّ تام مع قياس التداخل اللاسلكي متعدد الخطوط.
وفّرت آر إتش إي إس إس آي دقةً مكانية تُعادل 2 ثانية قوسية في طاقات الأشعة السينية من 4 كيلو إلكترون فولت تقريباً حتى 100 كيلو إلكترون فولت تقريباً، و7 ثواني قوسية لطاقة 400 كيلو إلكترون فولت تقريباً، و36 ثانية قوسية لخطوط انبعاث أشعة غاما المنفصلة والمتصلة ذات الطاقة التي تزيد عن مليون إلكترون فولت.
تمكن مرصد آر إتش إي إس إس آي أيضاً من رصد أشعة غاما القادمة من أماكن غير الشمس. إذ اخترقت أشعة غاما هذه ذات الطاقة الأعلى هيكل المركبة الفضائية، واصطدمت بأجهزة الكشف من جميع الزوايا. استُخدم هذا الأسلوب لرصد انفجارات أشعة غاما (جي آر بي). لم يجرِ تعديل أشعة غاما الواردة من قِبل الشبكات، لذلك لم يجرِ تسجيل المعلومات الموضعية والتصوير. ومع ذلك، كان من الممكن تحديد الموضع بشكلٍ تقريبي من خلال استغلال حقيقة تمتع الأجهزة بقدرة كشفٍ أمامية وخلفية. قامت أجهزة الكشف بالقرب من الانفجار أيضًا بحجب تلك البعيدة عن الانفجار. من خلال مقارنة نقاط قوة الإشارة حول البلورات التسعة، ومن الأمام إلى الخلف، فقد قدّم ذلك موقعاً تقريبياً ثنائي الأبعاد في الفضاء.

## وصلات خارجية
- الموقع الرسمي (بالإنجليزية)